# Vladimir Putin
Vladimir Vladimirovitj Putin (russisk: Влади́мир Влади́мирович Пу́тин, født 7. oktober 1952 i Leningrad) er en russisk politiker og tidligere efterretningsofficer, der aktuelt besidder embedet som præsident for Rusland. Putin har fungeret uafbrudt som præsident eller premierminister siden 1999: som premierminister fra 1999 til 2000 og fra 2008 til 2012, og som præsident fra 2000 til 2008 og siden 2012.
Putin arbejdede som udenlandsk efterretningsofficer i KGB i 16 år og steg til oberstløjtnant, før han trak sig i 1991 for at begynde en politisk karriere i Sankt Petersborg. Her blev han udnævnt til og havde forskellige positioner i det politiske administrations- og embedsværk i Sankt Petersborg, inden han i 1996 flyttede til Moskva for at slutte sig til præsident Boris Jeltsins administration. Her fungerede han kortvarigt som direktør for den føderale sikkerhedstjeneste (FSB) og sekretær for Ruslands sikkerhedsråd, før han blev udnævnt til premierminister den 16. august 1999.
Efter Jeltsins tilbagetræden i december 1999 blev Putin fungerende præsident i Rusland. Ved det efterfølgende præsidentvalg i Rusland den 26. marts 2000, mindre end fire måneder efter han var blevet indsat som fungerende præsident, blev han valgt direkte til sin første periode som præsident. Han blev genvalgt i 2004, mens forfatningsmæssige begrænsninger (forfatningen tillod på daværende tidspunk kun, at man maksimalt kunne side to på hinanden følgende perioder som præsident) gjorde, at han ikke opstillede i 2008. I stedet fungerede Putin som Ruslands premierminister i perioden fra 2008 til 2012, under præsident Dmitrij Medvedev. Putin vendte tilbage til præsidentposten i 2012 og blev genvalgt i 2018. I april 2021, efter en folkeafstemning, underskrev han forfatningsændringer, herunder en, der ville give ham mulighed for at genopstille til yderligere to præsidentvalg, hvilket potentielt kan forlænge hans præsidentperiode til 2036.
Putins regeringsperiode har været omstridt og genstand for megen kontrovers. På den ene side beskyldes Rusland af mange iagttagere for at have gennemgået demokratiske tilbageskridt og et skifte til autoritarisme under Putins ledelse. Samtidig beskyldes Putins styre for at være præget af endemisk korruption samt talrige menneskerettighedskrænkelser, herunder fængsling, undertrykkelse, forgiftning og sågar drab på politiske modstandere. Ligeledes beskyldes Putins styre for at intimidere og undertrykke uafhængige medier i Rusland, ligesom det beskyldes for at modarbejde og undertrykke frie og retfærdige valg.
På den anden side er der andre iagttagere, herunder hans tilhængere, der har krediteret ham for at have genrejst og genopbygget Rusland efter Sovjetunionens fald. Årene efter Sovjetunionens fald omtales populært som de "vilde 1990'ere" i Rusland, hvor landet bl.a. oplevede et stort fald i BNP, stigning i dødsrate, fald i den forventede levetid og stigende indkomstulighed. I perioden 1999 til 2008, under Putins ledelse, blev det russiske BNP ca. fordoblet, og den russiske økonomi voksede i gennemsnit med ca. syv procent om året. Ligeledes har nogle iagttagere påpeget, at de demokratiske tilbageskridt særligt begyndte under Boris Jeltsins regeringsperiode, som (også) var præget af endemisk korruption samt undertrykkelse og forfølgelse af politiske modstandere.
Under Putin har Rusland været i krig mod tjetjenske separatister – den anden tjetjenske krig (1999-2009) – og genetablerede føderal kontrol over regionen. Som premierminister under Medvedev havde han det politiske ansvar for førelsen af Krigen i Georgien i 2008. Under sin tredje præsidentperiode annekterede han i 2014 Krim-halvøen, og efterfølgende Krigen i Donbass, hvor Rusland gennem de selvudråbte og ikke-anerkendte republikker DNR og LPR var involveret både økonomisk og militært. Denne involvering i konflikten i Ukraine resulterede i internationale sanktioner og en finanskrise i Rusland. Putin beordrede ligeledes en militær intervention i Syrien mod oprørs- og jihadistgrupper. I 2021 begyndte Rusland en militær oprustning på grænsen til Ukraine, og i februar 2022 lancerede Putin en storstilet invasion af Ukraine, hvilket afstedkom international fordømmelse og udvidede sanktioner. I september 2022 annoncerede Putin en delvis mobilisering og godkendte efterfølgende officielt annekteringen af fire ukrainske oblaster (Luhansk, Donetsk, Kherson og Zaporizjzja) – en handling, som store dele af det internationale samfund har fordømt og erklæret ulovlig i henhold til international lov.

## Politik
Putin har i sin tid som præsident haft et nært samarbejde med Tyskland bl.a. om modstanden mod det amerikanske angreb på Irak.
Han har været mindre begejstret end sin forgænger Boris Jeltsin for at fjerne Ruslands sovjetiske fortid fra historien og forbyde symboler fra denne tid. Han har sagt, at til trods for alle stalinistregimets forbrydelser, er det en del af Ruslands historie.
Efter Jeltsin-æraens undertiden kaotiske politik har Putin stræbt efter stabilitet — herunder især mht. sit eget embede som landets leder — konsolidering af økonomien, kontrol over landets superrige (også kaldet oligarker, restituering af Ruslands internationale indflydelse og nationale selvfølelse. Sidstnævnte forankres i den russisk-ortodokse kirke, traditionelle familieværdier (dvs. anti-LGBT), centralisme, troen på den gode tsar og historiske referencer til perioder af russisk storhed (Det russiske imperium, Katarina den Stores Nyrusland (1764–1874), Sovjetunionen især under 2. verdenskrig).
Putin er populær i befolkningen bl.a. på grund af den økonomiske vækst i Rusland siden Jeltsin-tiden i 1990'erne. I 2008 nød han opbakning fra 83% af befolkningen, hvilket dog frem til 2013 faldt til 54%. I forbindelse med Putins rolle i den Autonome Republik Krims genforening med Rusland i marts 2014 steg Putins opbakning igen til 83%. I juni 2015 var Putins popularitet steget til det højeste niveau 89% og i oktober 2015 til 90% . Dog skal målinger fra Russian Today tages med forbehold, da mediet er internationalt kendt som et russisk propagandainstrument. En måling fra juni 2018 viser, at 72 % af russerne bakker op om Putin . En måling fra den 1. juli 2018 viser endvidere, at blot 37,9 % af russerne mener, at Putin vil vælge den bedste løsning for landet. 
Putins popularitet har ikke lidt skade af den russiske finanskrise 2014-2015, men hans popularitet er faldende pga. landets økonomiske problemer, som nu rammer kernevælgerne, de ældre.

## Kritik
Putin har igennem årene fået meget kritik. Flere afgørelser truffet af Putin er blevet beskrevet som udemokratisk af både uafhængige russiske medier og flere vestlige regeringer. Human Rights Watch havde i deres årsrapport for 2008 Rusland som en separat sektion, hvor de skrev, at valget i 2007 og 2008 var stærkt påvirket af Putins løfte, hvor han nægtede sit folk frihed til at samle sig på fredelig vis og til at udtrykke sig. Derudover fremhævede de Ruslands alvorlige overtrædelser af menneskerettigheder i Tjetjenien. Organisationen kaldte Putin en diktator på linje med Robert Mugabe og den daværende præsident i Pakistan, Pervez Musharraf. Han er også anklaget for at have været bag mordet på den uafhængige systemkritiske journalist Anna Politkovskaja og bag attentatforsøget på Ukraines daværende præsident, Viktor Jusjtjenko. Politkovskaja var kendt for at være en stærk Putin-kritiker og hendes død forårsagede international fordømmelse. Putin blev beskyldt af Vesten for ikke at have beskyttet de frie russiske medier. Putin svarede, at Anna Politkovskajas død var langt mere ødelæggende for Putin, end hendes bøger var. Mange russiske journalister, der enten har dækket krigen i Tjetjenien, afsløret korruption i den offentlige sektor eller kritiseret regimet, er blevet dræbt efter at Putin overtog magten. Frem til 2014 er i alt seks personer dømt for mordet på Politkovskaja, mens den formodede bagmand for hvad der betragtes som et lejemord stadig er på fri fod .
Den Internationale Straffedomstol udstedte i marts 2023 en arrestordre mod Putin for krigsforbrydelser begået i Ukraine.

### Journalister
Under Putin er over 13 russiske journalister blevet dræbt. Rusland var i 2006 det tredje farligste sted at være journalist i, kun overgået af Irak og Algeriet.

## Privatliv

### Familie
Den 28. juli 1983 blev Putin gift med den Kaliningrad-fødte Ljudmila Sjkrebneva, dengang en bachelorstuderende i spansk filologi ved Institut for Leningrad State University og tidligere Aeroflot-stewardesse. De boede sammen i Tyskland fra 1985 til 1990. I løbet af denne tid blev, ifølge BND-arkiver, en tysk spion ven med Putina, der sagde, at Putin slog hende og var hende utro. Da parret forlod Tyskland i 1990 rygtedes det, at Putin efterlod et uægte barn. 
Putina blev sjældent set med præsident Putin ], og der var rygter om, ifølge Daily Mail og andre aviser, at parret var separeret. Putin har været forbundet med andre kvinder herunder gymnasten Alina Kabajeva og ex-spion Anna Chapman. Disse rygter er blevet benægtet. Vladimir Putin og hans kone, Ljudmila, meddelte den 6. juni 2013 at deres ægteskab var slut, og afsluttede dermed års spekulationer om deres forhold. Præsidentens talsmand Dmitrij Peskov sagde at skilsmissen var gennemført.
Putin og hans kone har to døtre, Marija Putina (født 28. april 1985 i Leningrad, Sovjetunionen) og Jekaterina Putina (født 31. august 1986 i Dresden i DDR). Døtrene voksede op i Østtyskland og gik på den tyske skole i Moskva indtil Putins udnævnelse som statsminister. Derefter studerede de international økonomi i Moskva, selv om det ikke blev officielt indberettet af sikkerhedsmæssige årsager. Ifølge Daily Mail er billeder af dem aldrig blevet offentliggjort af de russiske medier, og intet familieportræt er nogensinde blevet udstedt. Ifølge en artikel i avisen De Pers, er Marija gift med hollænderen Jorrit Faassen. I dag bor de i Voorschoten, Holland. 
En af Vladimir Putins pårørende er Viktor Medvedtjuk - en kontroversiel ukrainsk oligark som var indflydelsesrig indtil den orange revolution i 2004. Putin blev gudfar til Medvedtjuks datter Darina i 2004. De to har opretholdt regelmæssige forbindelser siden, hvor deres møder undertiden omfattede russiske statskontrollerede tv-kanaler.

### Personlig rigdom og boliger
Tal udgivet under parlamentsvalget i 2007, sætter Putins formue til ca. 3,7 millioner rubler ($ 150,000) i bankkonti, en privat 77,4 kvadratmeter stor lejlighed i Sankt Petersborg, 260 aktier i Sankt Petersborg Bank (med en december 2007 markedspris på 5,36 dollar per aktie ), og to 1960-æra Volga M21 biler, han har arvet fra sin far, og ikke indregistreret. I 2012 er det rapporteret at Putins indtægt var på 3,6 millioner rubler ($ 113,000). Dette har ført til, at modstandere som politikeren Boris Nemtsov sætter spørgsmålstegn ved, hvordan Putin kan få råd til visse ejendele, såsom hans 11 luksusure med værdi anslået til $ 700.000.
Putins angivne indtægt i 2006 udgjorde to millioner rubler (ca. $80.000). Ifølge tallene gør det ikke Putin til en af de 100-rigeste Duma-kandidater i hans eget parti Forenet Rusland parti.
Ubekræftede oplysninger fra russiske oppositionspolitikere og journalister hævder, at Putin hemmeligt ejer en stor formue (så meget som 70 milliarder dollars ) via skiftende ejerskab af andele i en række russiske selskaber. Nina L. Khrusjtjeva fra The New School anslår hans nettoformue til at være mellem $40–70 milliarder. Adspurgt på en pressekonference den 14. februar 2008, om han var den rigeste person i Europa, som nogle aviser hævdede, og i bekræftende fald kilden til sin formue, sagde Putin: "Dette er almindelig snak, ikke værdig til diskussion. Rent ud sagt sludder. De har haft noget i næsen og har tørret det af på et stykke papir. Det er min mening".
Ikke længe efter at han vendte tilbage fra sin KGB-tjeneste i Dresden, havde Østtyskland bygget Putin en datja i Solovjovka på den østlige bred af søen Komsomolskoje på karelske næs i Priozerskij-distriktet i Leningrad-oblasten, nær St. Petersborg. Datjaen brændte ned i 1996. Putin byggede en identisk datja på den gamle grund og fik følgeskab af en gruppe på syv venner, der byggede datjaer ved siden af hans. I efteråret 1996 fik gruppen formelt registreret deres broderskab som et kooperativt samfund, kaldte det Ozero og gjorde det til et lukket samfund. 
Som præsident og derefter premierminister har Putin, udover Kreml og Det Hvide Hus, brugt utallige officielle boliger i hele landet. I august 2012 havde Nemtsov opført 20 villaer og paladser, hvoraf ni blev bygget i løbet af Putins 12 år ved magten. Dette skal sammenlignes med USA's præsidents to tjenesteboliger. Nogle af boligerne omfatter: Gorki-9 i nærheden af Moskva, Botjarov Rutjej i Sotji, Dolgije Borodij i Novgorod oblast, Novo-Ogarjovo i Moska-oblasten og Riviera i Sotji (de to sidstnævnte blev reserveret til Putin, da han var premierminister i 2008-2012, andre blev brugt af Dmitrij Medvedev i denne periode).  Desuden er et massivt italiener-stils palæ, som koster en påstået dollar-pris på en mia.  og er døbt "Putin's Palace" under opførelse nær Sortehavet ved landsby Praskoveevka. Palæet, som er bygget på statsejet jord, har en privat vej betalt af statslige midler og bevogtet af embedsmænd iført uniformer fra den officielle Kreml-vagttjeneste, siges at været bygget til Putins private brug. I 2012 fortalte Sergei Kolesnikov, en af Putins tidligere forretningsforbindelser, i et BBC Newsnight program, at han var blevet bestilt af vicepremierminister Igor Setjin til at føre tilsyn med bygningen af det.
Det er ikke et ukendt fænomen, at enerådende regenter i lande med stor etnisk og geografisk diversitet har boliger spredt over hele landet; de kan betragtes som et middel til at vinde og/eller opretholde popularitet blandt lokalbefolkningen og signalere, at landets leder føler sig tryg og elsket af sine undersåtter. Eksempler: Josip Broz Tito (jugoslavisk leder), Ludvig den 16. (fransk konge) og monarker i f.eks. Storbritannien og Danmark.